# Jake Holmes
Jake Holmes (ur. 28 grudnia 1939 w San Francisco) – amerykański wokalista i kompozytor folkowy. Znany głównie jako rzeczywisty twórca utworu Dazed and Confused, którego wersja w aranżacji hardrockowego zespołu Led Zeppelin stała się wielkim przebojem grupy.

## Dyskografia
- "The Above Ground Sound" of Jake Holmes (Tower, 1967)
- A Letter to Katherine December (Tower, 1968)
- Jake Holmes (Polydor, 1969)
- So Close, So Very Far to Go (Polydor, 1970)
- How Much Time (Columbia, 1971)
- Mission Accomplished – The Return of the Protest Song (EP z 3 utworami; m.in. o George W. Bushu)
- Dangerous Times (2000)[1]

## Dazed and Confused
Podczas trasy koncertowej angielskiego zespołu rockowego The Yardbirds, Holmes otwierał jego koncert w Village Theater w Greenwich Village 26 sierpnia 1967 wykonując m.in. utwór „Dazed and Confused”. Członkom The Yardbirds spodobał się ten utwór i postanowili opracować własną jego aranżację. Ich wersja zawierała długie fragmenty grane przez Jimmiego Page'a na gitarze przy użyciu wiolonczelowego smyczka. Szybko stał się on popularnym utworem granym na koncertach podczas ostatniego roku istnienia zespołu.
Po rozpadzie The Yardbirds w 1968, utwór „Dazed and Confused” został opracowany przez Page'a ponownie, tym razem wraz z zespołem Led Zeppelin. Nowa wersja została nagrana w październiku 1968 w Olympic Studios w Londynie i pojawiła się na debiutanckim albumie zespołu, Led Zeppelin.
Z niewiadomych powodów Jimmy Page twierdził po ukazaniu się albumu, że jest jedynym autorem „Dazed and Confused”. Holmes nigdy nie otrzymał żadnego honorarium z tytułu tego nagrania, a do sądu poszedł z tą sprawą dopiero w roku 2010. Wcześniej ograniczył się tylko do wysłania listu, w którym napisał: „Rozumiem, że utwór ma kilku twórców, jednak wydaje mi się, że należy mi się przynajmniej część uznania i honorariów”. Nigdy nie doczekał się odpowiedzi. W styczniu 2012 roku sąd odrzucił pozew Holmesa.